# Pierre de Rarogne
Pierre de Rarogne, né vers 1325 et mort le 28 juillet 1412 à Sion, est un vidomne de Loèche, seigneur d'Anniviers. Il est le représentant de la famille de Rarogne qui a le plus marqué l'histoire du Valais. Au cours de son règne long de 53 ans, les Rarogne ont atteint le sommet du pouvoir en Valais après leur combat contre la famille de la Tour.